# Asahikawa
Asahikawa (旭川市, Asahikawa-shi) és una ciutat localitzada a la subprefectura de Kamikawa, Hokkaido, Japó. La ciutat és la capital de la subprefectura i la segona ciutat més gran de l'illa, després de Sapporo. És una ciutat nucli des de l'1 d'abril del 2008. Té una àrea total de 747,6 km² i una població de 356.203 persones.

## Geografia
Asahikawa es troba dins de la subprefectura de Kamikawa, de la qual és la capital. El municipi es troba pràcticament al centre de l'illa de Hokkaido. Existeixen vora 130 rius al seu terme, inclòs el riu Ishikari i el riu Chūbetsu amb més de 740 ponts a la ciutat. L'Asahibashi, un pont que travessa el riu Ishikari s'ha convertit en un dels símbols de la ciutat des de la seua construcció en 1932, i en 2001 va ser declarat patrimoni de Hokkaido.

## Història
Els ainú anomenaren el riu Asahi Chiu Petsu, que significa "riu d'onades", però fou malinterpretat com Chup Petsu, que significa "riu del sol" i d'aquí va prendre el seu nom actual: 
Asahi = Sol del matí, Kawa = Riu.
El 1890 Asahikawa és constituïda una vila, el 1900 és ascendit a poble, el 1914 a barri (ku), i el 1922 Asahikawa es converteix en ciutat. Des d'aleshores la ciutat s'ha fusionat amb altres localitats com la vila de Kamui i Etanbetsu (1955), el poble de Nagayama (1961), el poble de Higashi-Asahikawa (1963), el poble de Kagura (1968) i el poble de Higashi-Takasu (1971). Finalment el 2000 la ciutat és ascendida a ciutat nucli.

## Política

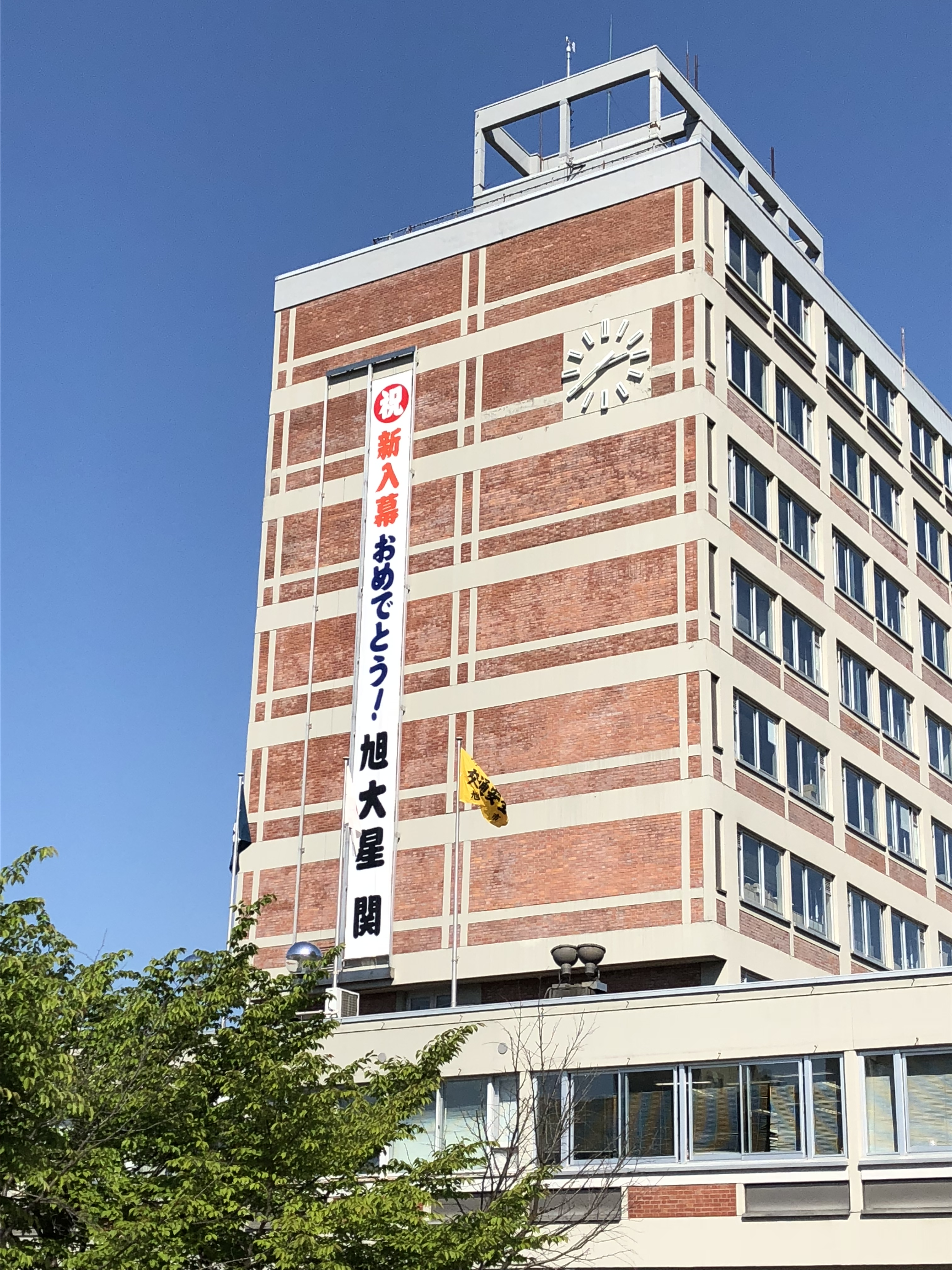
Edifici de l'ajuntament d'Asahikawa

### Assemblea municipal
La composició actual de l'assemblea municipal és aquesta:
| Partit | Partit                    | Partit  | Regidors |
| ------ | ------------------------- | ------- | -------- |
|        | Demòcrates-Unió Ciutadana | DUC-PDC | 10 / 34  |
|        | Partit Liberal Democràtic | PLD     | 10 / 34  |
|        | Kōmeitō                   | KMT     | 5 / 34   |
|        | Partit Comunista del Japó | PCJ     | 4 / 34   |
|        | Independents              | Ind     | 5 / 34   |
|        | Escons vacants            |         | 0 / 34   |

### Alcaldes
Els alcaldes de la ciutat des de la fundació del càrrec han sigut els següents:
| Nom | Nom                | Inici | Fi   |
| --- | ------------------ | ----- | ---- |
|     | Hisashi Iwata      | 1923  | 1928 |
|     | Chiharu Okuda      | 1929  | 1933 |
|     | Kanichi Watanabe   | 1933  | 1936 |
|     | Hide Inoue         | 1936  | 1938 |
|     | Tomi Adachi        | 1939  | 1946 |
|     | Moriho Ōtsuka      | 1947  | 1947 |
|     | Yosankichi Maeno   | 1947  | 1951 |
|     | Kôtarô Bandô       | 1951  | 1955 |
|     | Yosankichi Maeno   | 1955  | 1963 |
|     | Kôzô Igarashi      | 1963  | 1974 |
|     | Isamu Matsumoto    | 1974  | 1978 |
|     | Tôru Bandô         | 1978  | 1994 |
|     | Koichi Sugawara    | 1994  | 2006 |
|     | Masahito Nishikawa | 2006  | Ara  |

## Transport

### Aeri
- Aeroport d'Asahikawa

### Ferrocarril
- Companyia de Ferrocarrils de Hokkaidō (JR Hokkaidô)
  - Estació d'Asahikawa
  - Estació de Chikabumi
  - Estació d'Inō
  - Estació d'Asahikawa-Yojō
  - Estació de Shin-Asahikawa
  - Estació de Nagayama
  - Estació de Kita-Nagayama
  - Estació de Minami-Nagayama
  - Estació de Higashi-Asahikawa
  - Estació de Kita-Hinode
  - Estació de Sakuraoka
  - Estació de Kaguraoka
  - Estació de Midorigaoka
  - Estació de Nishi-Goryō
  - Estació de Nishi-Mizuho
  - Estació de Nishi-Kagura
  - Estació de Nishi-Seiwa
  - Estació de Chiyogaoka

## Especialitats
- Ramen d'Asahikawa
- Dolços
- Mobles
- Sake (Otokoyama, Takasago, Taisetsunokura)
- Cervesa Taisetsu-ji
- Barbacoa d'anyell d'Asahikawa
- Treballs manuals de terrisseria i fusta